# Fürth (Odenwald)
Fürth este o comună din landul Hessa, Germania.